# Pterotrichina nova
Pterotrichina nova är en spindelart som beskrevs av Lodovico di Caporiacco 1934. Pterotrichina nova ingår i släktet Pterotrichina och familjen plattbuksspindlar. Inga underarter finns listade i Catalogue of Life.